# 路橋区
路橋区（ろきょう-く）は中華人民共和国浙江省台州市に位置する市轄区。

## 行政区画
- 街道：路南街道、路橋街道、路北街道、螺洋街道、桐嶼街道、峰江街道
- 鎮：新橋鎮、横街鎮、金清鎮、蓬街鎮